# Meámbar (kommun)
Meámbar är en kommun i Honduras.   Den ligger i departementet Departamento de Comayagua, i den västra delen av landet, 100 km nordväst om huvudstaden Tegucigalpa. Antalet invånare är 9 908.